# Зуннунова, Саида
Саида Зуннунова (узб. Saida Zunnunova; 1926, Андижан — март 1977, Ташкент) — узбекская советская поэтесса и писательница, одна из основоположниц женской узбекской литературы нового времени.

## Биография
Саида Зуннунова родилась в 1926 году в городе Андижане в семье служащего. Окончив среднюю школу, поступила в Андижанский педагогический институт, а затем на факультет филологии Среднеазиатского Государственного университета. По окончании учёбы, в разное время работала в редакции журнала «Гулхан», газете «Культура Узбекистана» и в качестве консультанта Союза писателей Узбекистана.
Первое стихотворение поэтессы было опубликовано в 1945 году в газете «Пахта фронти». После этого, регулярно выходили сборники поэзии: «Ваша дочь написала» (1948), «Новые стихи» (1950), «Долина цветов» (1954), «Девушки», «Раздумья одного года» (1967), «Лотос» (1972). Саида Зуннунова проявила себя и как талантливый прозаик, в разное время были опубликованы сборники её повестей и рассказов «Гульбахор» (1956), «Новый директор» (1957), «Гулхан» (1958), «Огонь» (1962), «Среди людей» (1964), «Светлые улицы» (1965), «Восхищаюсь тобой» (1972), «Директор». Её проза повествовала о трудовой и семейной жизни и любви, в её произведениях главными действующими героями зачастую являлись женщины.
Саида Зуннунова скончалась в возрасте 51 года в марте 1977 года.

## Семья
Супруг — Саид Ахмад, узбекский советский писатель и драматург, дочь — Нодира Хусанходжаева.

## Память
10 июня 2013 года в Национальном парке Узбекистана в Ташкенте был установлен памятник Саиде Зуннуновой и Саиду Ахмаду.

## Награды и премии
- орден «Знак Почёта» (18.03.1959)[8]